# Rheinischer Merkur
Le Rheinischer Merkur était un hebdomadaire allemand, qui paraissait jusqu'à 2010 chaque jeudi. Il s'agissait d'un hebdomadaire plutôt conservateur et chrétien. Le premier numéro parut le 15 mars 1946, à Coblence.